# Shōwa (Yamanashi)
Shōwa (jap. 昭和町 Shōwa-chō) – miasto w Japonii, na wyspie Honsiu, w prefekturze Yamanashi. Według danych na rok 2020 miejscowość zamieszkiwało 20 909 mieszkańców , a gęstość zaludnienia wyniosła 2302,8 os./km².